# 社会学研究
『社会学研究』（しゃかいがくけんきゅう）は、東北社会学研究会が発行している学術雑誌。
1950年7月、当時東北大学教授であった新明正道を編集者として創刊されて以降現在まで原則として年2号が刊行されている。

## 概要
日本社会学会の『社会学評論』と並び日本社会学界最古の学術雑誌であり、社会学理論、地域研究に関する論稿・特集が主に掲載されてきた。近年は、数理・計量系の特集も組まれるようになっている。誌面は、「特集」、「論説」、「研究ノート」、「書評」で構成される。

## バックナンバー

### 2000年代
- 第82号　特集「シンボリック相互行為論の刷新」（2007年10月5日刊、徳川直人、片桐雅隆ほか）
- 第81号 （2007年4月26日刊）
- 第80号　特集「社会的ジレンマの計量社会学」（2006年12月14日刊、海野道郎、土場学ほか）
- 第79号　特集「パーソンズの知的遺産」（2006年6月22日刊、高城和義、油井清光ほか）
- 第78号　特集「批判的社会理論の今日的状況」（2005年12月27日刊、三島憲一、永井彰ほか）
- 第77号　特集「社会階層と不平等への多様なアプローチ」（2005年8月31日刊、原純輔、三輪哲ほか）
- 第76号　特集「社会理論と社会運動」（2004年11月26日刊、長谷川公一、小松丈晃ほか）
- 第75号　特集「ウェーバー理論の現代的可能性」（2004年7月22日刊、正村俊之、牧野雅彦ほか）
- 第74号　特集「社会学理論と経験的研究の連関」（2003年12月19日刊）
- 第73号　特集「家族・地域・福祉」（2003年8月12日刊）
- 第72号　特集「社会意識への計量的アプローチ」（2002年12月30日刊）
- 第71号　特集「東北農村における家族と個人」（2002年6月18日刊）
- 第70号　特集「21世紀における民主主義をめぐる諸問題」（2002年2月25日刊）
- 第69号　（2001年6月20日刊）
- 第68号　特集「世紀転換期における社会学理論の課題」（2000年10月20日刊）
- 第67号　特集「現代社会学におけるコミュニケーションの問題」（2000年1月20日刊）

### 1990年代
- 新明正道先生生誕百年特別号（1999年6月25日刊）
- 第66号　（1999年2月10日刊）
- 第65号　特集「パーソンズ再訪」（1998年5月18日刊）
- 第64号　小特集「地域情報化」（1997年5月23日刊、船津衛ほか）
- 第63号　小特集「自然・人間関係の理論的把握」（1996年5月7日刊）
- 第62号　小特集「「転換期」と社会学カテゴリー」（1995年7月31日）
- 第61号　特集「現代家族をめぐる諸問題」（1994年3月15日）
- 第60号　特集「社会学の展開とその「人間観」的基礎」（1993年10月5日）
- 第59号　特集「マルクス階級論の基礎視角」（1992年12月25日）
- 第58号　特集「ミクロ・マクロ問題への挑戦」（1991年12月25日）
- 第57号　特集「社会学の思想と方法」（1991年3月20日）
- 第56号　小特集「ルーマンの社会システム理論」（1990年12月20日）
- 第55号　特集「応用社会学の課題」（1990年2月10日）

### 1980年代
- 第54号　特集「家族とジェンダー」（1989年12月10日）
- 第53号　特集「社会学と社会的現実」（1988年12月10日）
- 第52号　特集「数理的・計量的分析のトピックス」（1988年3月28日）
- 第51号　特集「文化と教育の社会学」（1987年12月15日）
- 第50号　特集「政治社会学の今日的諸問題」（1986年12月20日）
- 第49号　特集「社会的相互作用」（1986年8月1日）
- 新明正道先生追悼特別号「新明社会学とその周辺」（1985年8月20日）
- 第48号　特集「日本型大衆社会の成熟」（1985年3月30日）
- 第47号　特集「知の社会学」（1984年9月10日）
- 第46号　特集「都市研究の新展開」（1983年12月1日）
- 第45号　對馬貞夫先生退官記念特集「人間主体とその社会的状況」（1983年6月1日）
- 第44号　特集「ウェーバー研究の今日的問題」（1983年3月1日）
- 第42・43号　家坂和之先生退官記念特集「現代社会学の展開」（1982年3月25日）
- 第41号　特集「自我論」（1982年1月25日）
- 第40号　特集「パーソンズと現代社会学」（1981年10月20日）
- 第39号　（1980年7月21日）

### 1970年代
- 第38号　特集「'78宮城県沖地震と市民生活」（1979年10月5日刊）
- 第37号　特集「社会学の社会学」（1979年5月5日刊）
- 第36号　小特集「パーソンズ研究の新展開をめざして」（1978年8月25日刊）
- 第35号　小特集「社会学と物象化論」（1977年10月20日刊）
- 第34号　田代不二男教授退官記念号（1976年8月25日刊）
- 第33号　（1972年8月25日刊）
- 第31・32号　特集「「集落再編成」と住民の対応―岩手県沢内村長瀬野地区の事例研究」（1972年3月31日刊）

### 1960年代
- 第30号　（1968年12月30日刊）
- 第29号　新明正道先生古希記念特集「現代社会学方法論の根本問題」29行（1968年12月20日刊）
- 第28号　（1967年7月15日刊）
- 第27号　（1966年9月15日刊）
- 第26号　（1964年8月15日刊）
- 第24・25号　（1963年7月15日刊）
- 第23号　（1963年11月20日刊）
- 第22号　（1963年11月1日刊）
- 第21号　（1962年9月10日刊）
- 第20号　新明正道先生送別・発刊20号記念特集（1961年5月30日刊）
- 第19号　（1960年11月30日刊）
- 第18号　（1960年1月31日刊）

### 1950年代
- 第17号　特集「都市調査研究」（1959年8月30日刊）
- 第16号　特集「村落社会の調査研究」（1959年1月30日刊）
- 第15号　新明正道先生還暦記念特集（1958年7月20日刊）
- 第14号　（1957年12月20日刊）
- 第13号　（1957年6月15日刊）
- 第12号  特集「大衆及び大衆社会」（1956年11月20日刊）
- 第11号　特集「町村合併と地域社会」（1956年4月25日刊）
- 第10号　特集「漁村の調査研究」（1955年6月15日刊）
- 第9号　　特集「構造的機能分析」（1955年1月20日刊）
- 第8号　　（1954年4月1日刊）
- 第7号　　（1953年7月30日刊）
- 第6号　　（1952年12月15日刊）
- 第5号　　（1952年5月1日刊）
- 第4号　　（1951年10月1日刊）
- 第3号　　（1951年4月1日刊）
- 第2号　　（1950年11月20日刊）
- 第1号　　（1950年7月10日刊）